# Backomyia schlingeri
Backomyia schlingeri là một loài ruồi trong họ Asilidae. Backomyia schlingeri được Wilcox & Martin miêu tả năm 1957. Loài này phân bố ở vùng Tân Bắc giới.